# Mus (joc)
El mus és un joc de cartes molt jugat a Espanya, França i Hispanoamèrica. Originari al País Basc, és un joc de competició que es sol jugar de forma general a Espanya i en clubs o cercles especials, anomenats peñas en castellà.

## Història
La primera referència a aquest joc es remunta a l'any 1745, quan Manuel Larramendi, filòleg i jesuïta basc, el va citar al diccionari trilingüe (basc - castellà - llatí).
Els emigrants bascos van portar el joc a altres països com els Estats Units i Austràlia, als països hispanoparlants d'Amèrica i, també a algunes regions del sud de França, on es juga en clubs bascos. Actualment hi ha un torneig internacional de Mus, a part de moltes competicions nacionals i regionals.

## Etimologia
L'origen de la paraula Mus és incert. Podria provenir de la llengua basca, on "musu" significa "petó", el senyal establert de la millor combinació de cartes possible (3 Reis i un As). Larramendi va escriure sobre la paraula mus o "musu" que significa llavis o cara i suggereix que el nom del joc podria haver derivat dels gestos facials utilitzats mentre jugava.
No és estrany sentir els termes bascos, com ara "órdago" (del basc "hor dago", "és allà") utilitzats pels castellanoparlants, sovint sense que coneguin els significats literals dels termes i frases.
Segons una altra teoria, la paraula mus prové del llatí "musso", que significa "fer silenci". Es conjuga com "mus" ("faig silenci"), en oposició a "parlar", que és la paraula utilitzada per obrir el joc.
Una tercera hipòtesi és que la paraula pot provenir del francès "mouche" ("volar"), del llatí mussula, encara que el concepte "volar" no té cap rellevància per a cap part del joc.

## Com jugar
El Mus es juga en sentit contrari a les agulles del rellotge amb una baralla de cartes espanyoles i amb 4 jugadors, dividits en dos equips de dos jugadors cadascun. Els socis s'asseuen l'un davant de l'altre.
El valor de les cartes és el mateix que el que s'aplica a l'escombra, excepte en la fase de joc en que qualsevol carta amb una figura val 10 punts.
La partida es divideix en diverses rondes. Per exemple, si decideixes jugar el millor de 5 vaques, l'equip que n'ha guanyat 3 serà l'equip guanyador.
Cada mà consta de quatre rondes: Grande ('Gran'), Chica ('Petita'), Pares ('Parelles') i Juego ('Joc'). Si la ronda "Joc" no es pot jugar perquè ningú té un valor total de mà de 31 o més, tota la ronda es substitueix per Punt ("Punt"). Després de la quarta ronda, hi ha una ronda de puntuació, quan es calculen totes les puntuacions.
Les rondes de Parells i Joc es declaren primer, és a dir, només participen en l'aposta aquells que en tinguin de parells i de joc, respectivament.
- Gran: guanya quin tingui les cartes més grans, comparant primer la més gran i seguint per la següent en cas d'empat. Per exemple un rei i tres asos guanyen en grans a 4 cavalls. L'ordre de valor és de rei a as, decreixent.. En la modalitat amb 8 reis (els 12 i els 3 són tots reis i els 2 són 1s), el 3 i el 12 valen el mateix ( i el 1 i el 2). A igualtat total guanya el que és ma.
- Petita: guanya qui tingui les cartes més petites, seguint l'ordre invers de les Grans.
- Parells: la parella és el més baix, seguit del trio i la doble parella la més valuosa (a diferència del pòquer). En cas d'empat guanya el millor en valor de grans. Per exemple, 3 asos guanyen a 2 reis, però tres reis guanyen a 3 cavalls i dos reis i dos asos guanyen a 4 cavalls (4 cartes iguals són simplement dues parelles).
- Joc: el valor del joc es calcula sumant el valor de cada carta. Les figures (i els 3, en cas que siguin reis) valen 10, els asos (i els dosos, si són asos) valen 1 i la resta val el seu valor nominal. El millor joc és 31, seguit de 32, 40, 37, 36, 35, 34 i 33. En cas d'empat guanya el ma, excepte si es juga amb Real. La Real és un 31 format per 3 sets i una figura determinada, habitualment un rei de barba, un 12, però en alguns llocs és la sota d'ors. Al 31 de 3 reis i un as se l'anomena la "bonita" en alguns llocs.

El mus es juga amb un grup de 30 punts al centre de la taula. Els punts solen estar representats per mongetes, monedes o de vegades qualsevol altre objecte, que s'anomenen hamarreko (estranyament, del basc "unitat de deu", encara que val cinc tantos) quan es juga. Quan un parell anota un punt, un d'aquests parelles agafa una mongeta i la posa al costat del seu equip. Per reduir la necessitat de molts fesols, el costat d'un jugador compta com a fesols d'un punt i l'altre costat com a fesols de cinc punts. Això fa possible jugar amb només 16 fesols a la taula.
Un partit (partida) es divideix en jocs (joc). Cada partit el guanya el primer equip que arriba als 30 punts. A Espanya, tres partits compten com una vaca i tres vacants guanyen el partit, encara que hi ha moltes altres variacions de puntuació, per exemple, en alguns llocs el partit es juga a cinc partits i cinc vacances. No obstant això, al País Basc i al nord d'Espanya de La Rioja, Mus pot jugar amb quatre Reis i a 40 punts en comptes dels 30 estàndard. Aquesta variació s'ha de jugar amb 20 mongetes a la piscina en lloc de 16. A la resta d'Espanya, les regles habituals són vuit Reis i 30 punts. Quan es juga amb vuit reis, els tres compten com a reis i els dos com a as. Amb vuit reis (i vuit asos), és molt més fàcil aconseguir bones mans i més arriscat apostar alta.

### Característiques
El joc es juga entre dues parelles oposades de jugadors amb la baralla espanyola que és una baralla de 40 cartes, sense vuit, nou o desenes i sense comodins, i té una varietat de regles diferents. a les diferents regions d'Espanya.
El joc consta de 4 fases o rondes:
- Grande (gran): es juguen combinacions de cartes de valor alt;
- Chica (petit): es juguen combinacions de cartes de valor baix;
- Pares (parelles): es juguen parelles de cartes iguals i tan altes com sigui possible;
- Joc (joc): es juguen cartes el valor total de les quals és superior a 31.

En cadascuna d'aquestes quatre rondes, els jugadors prenen per ordre una trucada cadascun, verbalitzant (normalment després de discutir-ho amb la seva parella) si l'associació pujarà ("envido") o passa ("paso"), que només resulta en saltar la trucada. passar al següent jugador. Després que els quatre jugadors hagin parlat a cada ronda, les ofertes ("apostua") fetes es deixen penjades fins a la ronda de puntuació al final. Si no s'ha fet cap aposta i els quatre jugadors han passat a pujar, la ronda és "en passada" i es decidirà al final de la mà per un valor reduït de només un punt.
Té una característica distintiva en què passar alguns senyals establerts (keinuak) entre jugadors està perfectament permès durant el joc.
Una altra característica especial de Mus és que és un joc majoritàriament verbal, amb poca acció de cartes, limitada a repartir i descartar (si n'hi ha). Després de repartir cartes i aturar Mus (descartar), es juguen verbalment totes les rondes, les apostes es criden, s'aproven, s'accepten o es rebutgen, però les cartes no es mostren, es reparteixen o es toquen de cap altra manera, i el jugador només està obligat a mostrar-les. al final de la ronda si cal per resoldre qualsevol aposta acceptada. Això fa que Mus sigui més difícil d'aprendre simplement mirant els altres jugar que la majoria dels altres jocs de cartes, ja que pot ser difícil seguir-lo simplement mirant.